# Renkumse veer
Het Renkumse Veer was een veerdienst in Nederland die tot 1973 het Betuwse dorp Heteren verbond met Renkum. Komend vanuit de Betuwe gaat men vanaf de Randwijkse Rijndijk de Renkumse Veerweg op. Ter hoogte van het nog steeds bestaande veerhuis uit 1912 (particulier bezit) is nog een deel van de oorspronkelijke veerstoep te zien. Aan de Renkumse kant kon men in vroeger tijden het veer bereiken via de Veerweg. Deze liep vanaf de Dorpsstraat naar het zuiden, richting de Neder-Rijn. Een groot deel van de oorspronkelijke Veerweg is inmiddels verdwenen. De veerstoep is wel bewaard gebleven en ligt tegenwoordig achter het terrein van papierfabrikant Parenco (tot 1981 Van Gelder Papier) en is niet vrij toegankelijk. Vanaf 1 juli 2015 wordt er weer een veerverbinding tussen Heteren en Renkum onderhouden. Deze veerverbinding heeft vooral een toeristisch en recreatief karakter.

## Vroege jaren, het voetveer
Op 3 november 1796 koopt de familie Lippits bij een openbare verkoop het volledige eigendom van een gedeelte van de Langeweerd, vallend onder het kerspel Randwijk. De koop bestaat uit een hofstede, weideland en rijsweerd, bekend onder de naam “het Renkumsche Veer”. De verkoper van deze grond is Anton Aloys van Hohenzollern-Sigmaringen, graaf Van den Bergh (1762-1838). Derk, Sander, Jan, Dorothea en Willemina Lippits worden ieder voor een vijfde deel eigenaar van de grond. Uit 1798 is een transportakte bewaard gebleven waaruit blijkt dat zij tot het moment dat zij de gronden kochten al het veerrecht uitoefenden als (erf-)pachters van de graaf Van den Bergh. Hoe de graaf aan het veerrecht is gekomen is onbekend. Wellicht is hij op een goede dag een veer begonnen, zonder toestemming te vragen aan de Gelderse vorsten, die eigenaar waren van de door hun territorium lopende rivieren. Na het overlijden van de laatste van de vijf eigenaren, Sander Lippits op 6 januari 1828, erfde Rut Lippits twee derde van de kavels en onroerende goederen. Op 8 februari 1837 kocht de burgemeester van Heteren, mr. Steven Roes, deze grond over van Rut. In de akte die hierbij is opgemaakt is ook te lezen dat bij deze koop het recht van overvaart werd verworven. Het resterende derde deel was op dat moment in eigendom van de Rooms-Katholieke Kerk van Heteren. De situatie bleef onveranderd tot op 30 april 1842 de gehele grond werd verkocht aan de heer Jan Boll († 1887). Hij was timmerman in Renkum en woonde aldaar in een hofstede in de Dorpsstraat. Ook de Kerk, die voor een derde deel eigenaar was van de grond werd in deze koop vertegenwoordigd door mr. Steven Roes.
Om het veerrecht te kunnen uitoefenen, moest de veerman ook aan de Renkumse zijde over een ligplaats beschikken. Het gebied dat hiervoor in aanmerking kwam was de Renkumse Mark. Vanaf de Dorpsstraat liep een weg dwars door de Meent naar de ligplaats. Deze weg heette de Meentweg of Markweg. De ligplaats was eigendom van de Mark van Renkum. Al uit 1731 is een schriftelijke bron te vinden waarin staat dat de rentmeester van de Mark 1 gulden pacht heeft ontvangen van Rutgerus Lippits. Tussen 1743 tot 1748 werd Rutgerus opgevolgd door zijn weduwe, Catharina Vehlen met wie hij reeds in 1728 was getrouwd. In de periode dat Catharina erfpachter was aan de Renkumse Mark werd het eenvoudige "veerschuytje" vervangen door een "veeraak". Mogelijk dat deze vorm van vervoer tot 1862 heeft geduurd. Ergens tussen 1784 en 1786 werd Catharina opgevolgd door haar oudste zoon Derck Lippits (dezelfde Derck die samen met zijn broers en zusters in 1798 een gedeelte van de Langeweerd koopt) die tot 1807 veerman bleef. De laatste erfpachter uit het gezin was Derck's jongere broer, Sander Lippits, het jongste kind uit het gezin van Rutgerus en Catharina. In zijn testament, opgemaakt op 24 januari 1822 noemt hij zich "veerman op het Renkumse Veer". In datzelfde jaar voldeed hij zijn erfpacht voor 16 jaren tegelijk. De erfpacht ging na zijn overlijden over op Rutger Lippits, die in het testament uit 1822 nog wordt aangeduid als "veermansknecht voor het Renkumse Veer". Het eigendomsrecht van het Renkumse Veer bleef tot 1837 bij Rutger Lippits. In dat jaar werd mr. Steven Roes eigenaar van het Renkumse Veer. Rutger bleef echter de veermanstaak vervullen, maar nu onder Roes. In 1843 begonnen de erfpachtbetalingen van Jan Boll, die tot op dat moment al als veerman actief was. Zoals we eerder konden lezen had hij reeds op 30 april 1842 de gronden aan de Heterense kant gekocht van mr. Steven Roes, waardoor hij nu aan beide zijden van het veer grond en goederen had verworven. Op 11 maart 1845 kreeg Jan Boll toestemming de Meentweg op te hogen. Ook de kop van deze weg, waar de ligplaats zich bevond, werd extra opgehoogd. Hier werden een pakhuis en een woning gebouwd. De bouw van deze panden werd aanbesteed aan A. Boll uit Renkum.

## Volledig overzetveer

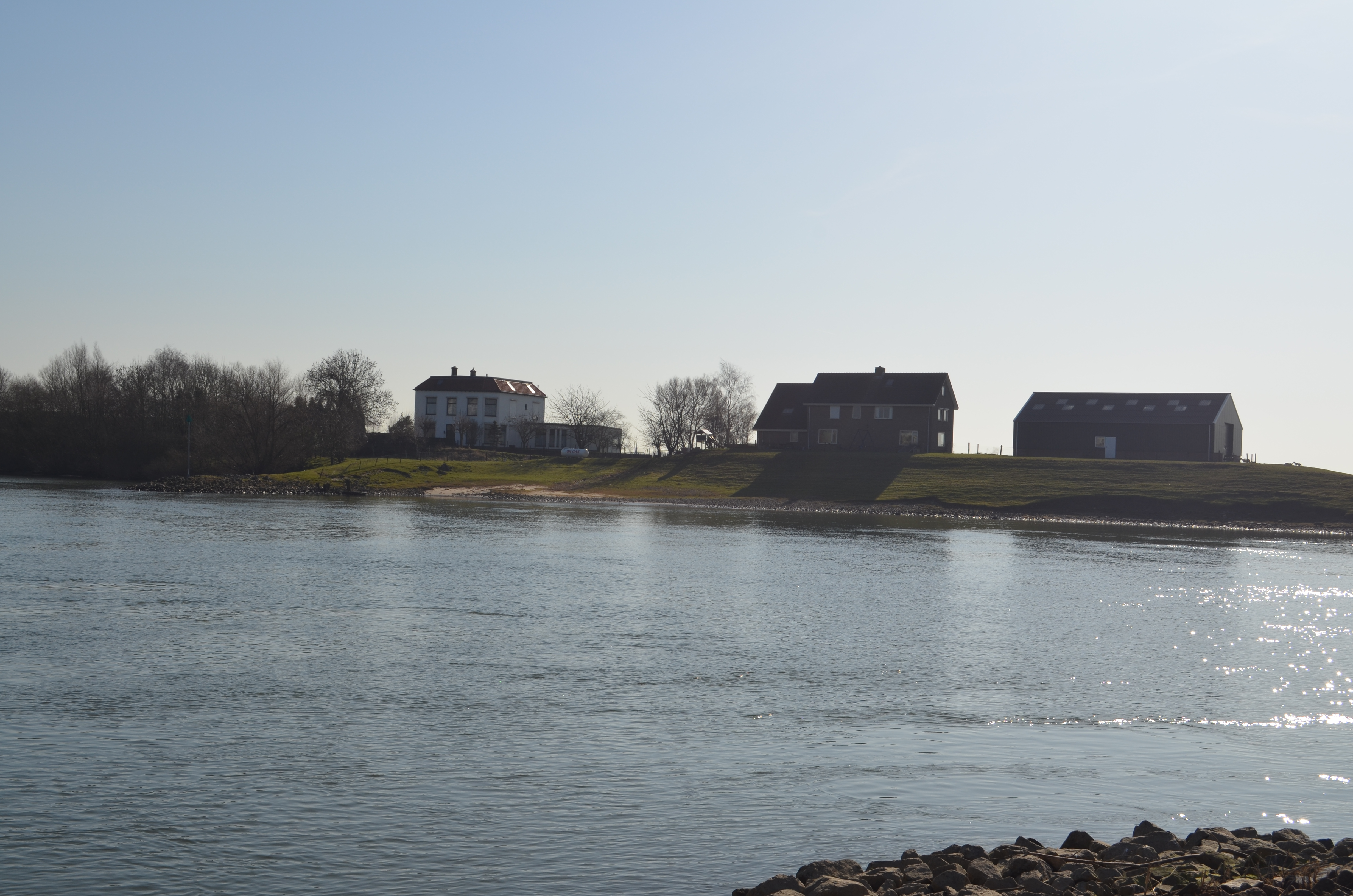
Veerhuis (linker witte gebouw), uit 1912

Op 9 april 1862 wert per Koninklijk besluit aan Jan Boll concessie verleend tot 'verandering van het voetveer in een pontveer te Randwijk'. Precies 10 dagen later, op 19 april 1862, voer een houten gierpont tussen Heteren en Renkum. Karren en rijtuigen konden nu ook worden overgezet. Er is vanaf die datum dus sprake van een volledig overzetveer.
Nu we hebben gezien hoe Jan Boll erin slaagde aan beide kanten van de Rijn grond te krijgen en tevens als veerman het veerrecht pachtte, wordt de situatie overzichtelijker. Jan Boll huwde Hendrika Jansen. Zij kregen samen ten minste 2 kinderen. Arnoldus Andreas Boll stierf echter al op 23 januari 1861 in Heteren. De dochter van Jan en Hendrika, Elisabeth Hendrika Boll, trouwde op 5 mei 1887 met Gerhard Leopold Arnold van den Bergh (1862-1933). Zodoende kwam het Renkumse veer en daarbij behorende bezittingen in bezit van de familie Van den Bergh. In de lange tijd dat Gerhard het veer exploiteerde gebeurde een aantal zaken die noemenswaardig zijn. Zo is er op 3 januari 1903 brand geweest in de woning en het aanliggend pakhuis. In 1911 werd een begin gemaakt met de bouw van de fabriek Renkum II door Van Gelder en Zn. De oude hofstede in Heteren werd in datzelfde jaar door brand in de as gelegd. Met de stenen die uit deze brand vrijkwamen werd in 1912 op dezelfde plek een nieuw herenhuis gebouwd en er tegenover een huis voor de eerste veerman. In 1920 werd de houten pont vervangen door een nieuwe en grotere pont uit Wageningen. Deze pont werd gebouwd in de gemeentelijke scheepswerf, toentertijd geëxploiteerd door de gebroeders Van Rijswijk. Bovendien had deze pont een stalen kiel. Een hele vooruitgang dus. Vooral de mensen uit de Betuwe die de jaarlijkse bloesemprocessies naar de Mariakerk in Renkum ondernamen, vormden een van de drukste dagen van het jaar voor het veer.
Toen Gerhard op 28 april 1933 overleed, nam zijn zoon Jo (Joseph Henricus Maria) van den Bergh (1902-1975) de exploitatie van het Renkumse veer over. Zijn broer Jan (1895-1971) en zus Anna (1888-1977) werden via een maatschap mede-eigenaren van het veer, maar na de dood van Gerhard, werd vastgelegd dat Jo het veer zelfstandig kon exploiteren. Jo trouwde op 30 juli 1929 Jos (Josephina Maria) Huinck (1908-1991). In 1935 werd een nieuwe pont aangekocht, uit Zaltbommel. Toen daar in 1933 de Waalbrug in gebruik werd genomen, was de pontverbinding over de Waal niet meer rendabel. Het is daarom dat het werd verkocht aan het Renkumse veer. Deze pont was nog groter dan de vorige, waardoor nog meer voertuigen kunnen worden overgezet. Toen in 1940 de Tweede Wereldoorlog uitbrak had het veer in eerste instantie niet erg veel last van het oorlogsgeweld. Maar deze situatie veranderde toen in september 1944 de oorlog ineens heel dichtbij kwam. De Rijn werd frontlinie, waarbij de Duitsers op de Veluwezoom posities hadden ingenomen en de geallieerden inmiddels de Betuwe hadden bereikt. Het veer vormde tot december een strategische rol: Duitsers probeerden via de pont zwaar materiaal over te zetten en zo een bruggenhoofd te vormen. Op 2 december staken de Duitsers bij Elden de Rijndijk door. In de dagen die erop volgden liep een groot deel van de Overbetuwe onder water. De geallieerden zagen zich genoodzaakt de posities bij Heteren en Randwijk te verlaten, waardoor de veerverbinding haar rol verloor. Niet veel later moesten de kabels van het veer zijn losgesneden, waardoor het vaartuig stroomafwaarts dreef. Het gebied bleef echter frontlinie en de beschietingen hielden tot april 1945 aan. Ook het veerhuis kreeg het zwaar te verduren en zat vol met kogelgaten. Het is na de oorlog gepleisterd. Na de oorlog bleek dat de reservepont was afgezonken in de haven van de fabriek van Van Gelder Papier. Hij kon snel weer in de vaart worden genomen. De andere pont werd teruggevonden onder de vernielde spoorbrug bij Rhenen. Na een uitvoerige reparatie bij de Arnhemsche Stoomsleephelling Maatschappij (ASM) werd de pont weer terug in de vaart genomen.
Als gevolg van de bouw van de Rijnbrug bij Heteren liep het aantal mensen die het veer gebruikten snel terug. Het exploitatietekort liep in enkele maanden enorm op en er werden geen mogelijkheden gevonden deze aan te vullen. Nadat het veer in juni 1973 werd gestremd, was er nog hoop het probleem te kunnen oplossen. Maar toen de zaak - die tot aan de Tweede Kamer aanhankelijk was gemaakt - niet werd opgelost, werd de veerdienst opgeheven. De pont werd in het voorjaar van 1975 verkocht aan Rijkswaterstaat om dienst te gaan doen op de Bergsche Maas tussen Bern en Herpt.

## Toeristisch en recreatief veer
Vanaf 1 juli 2015 wordt weer een veerverbinding tussen Heteren en Renkum onderhouden. Deze verbinding wordt geëxploiteerd door Recreatieschap Uit®waarde. Het gaat hierbij om een fiets- en voetveer. De verbinding werd eerst onderhouden door een dieselmotor aangedreven pont, gebouwd in 1989. Sinds juni 2021 wordt een volledig elektrische veerpont met zonnepanelen ingezet, waarmee maximaal 12 passagiers inclusief fietsen kunnen worden overgezet.